# Campeonato Mundial de Esqui Alpino de 1974
O Campeonato Mundial de Esqui Alpino de 1974 foi a vigésima terceira edição do evento, foi realizado em St. Moritz, Suíça, entre os dias 3 a 10 de fevereiro de 1974.

## Resultados

### Masculino
| Evento                 | Ouro                                 | Prata                                         | Bronze                                               |
| ---------------------- | ------------------------------------ | --------------------------------------------- | ---------------------------------------------------- |
| Downhill (09.02)       | David Zwilling · Áustria · 1:56,98   | Franz Klammer · Áustria · 1:58,01             | Willi Frommelt · Liechtenstein · 1:58,16             |
| Slalom (10.02)         | Gustav Thöni · Itália · 1:49,98      | David Zwilling · Áustria · 1:50,76            | Francisco Fernández Ochoa Espanha 1:51,56            |
| Slalom gigante (05.02) | Gustav Thöni · Itália · 3:07,92      | Hans Hinterseer · Áustria · 3:08,84           | Piero Gros · Itália · 3:08,91                        |
| Combinado (10.02)      | Franz Klammer · Áustria · 67,88 pts. | Andrzej Bachleda-Curuś · Polónia · 78,35 pts. | Wolfgang Junginger · Alemanha Ocidental · 89,01 pts. |

### Feminino
| Evento                 | Ouro                                      | Prata                                         | Bronze                                |
| ---------------------- | ----------------------------------------- | --------------------------------------------- | ------------------------------------- |
| Downhill (07.02)       | Annemarie Moser-Pröll · Áustria · 1:50,84 | Betsy Clifford · Canadá · 1:51,78             | Wiltrud Drexel · Áustria · 1:52,15    |
| Slalom (08.02)         | Hanni Wenzel · Liechtenstein · 1:34,63    | Michèle Jacot · França · 1:35,15              | Lise-Marie Morerod · Suíça · 1:35,29  |
| Slalom gigante (03.02) | Fabienne Serrat · França · 1:43,18        | Traudl Treichl · Alemanha Ocidental · 1:43,72 | Jacqueline Rouvier · França · 1:43,81 |
| Combinado (08.02)      | Fabienne Serrat · França · 20,14 pts.     | Hanni Wenzel · Liechtenstein · 25,31 pts.     | Monika Kaserer · Áustria · 27,44 pts. |

## Quadro de medalhas
| Ordem | País               | Medalha de ouro | Medalha de prata | Medalha de bronze | Total |
| ----- | ------------------ | --------------- | ---------------- | ----------------- | ----- |
| 1     | Áustria            | 3               | 3                | 2                 | 8     |
| 2     | França             | 2               | 1                | 1                 | 4     |
| 3     | Itália             | 2               | 0                | 1                 | 3     |
| 4     | Liechtenstein      | 1               | 1                | 1                 | 3     |
| 5     | Alemanha Ocidental | 0               | 1                | 1                 | 2     |
| 6     | Canadá             | 0               | 1                | 0                 | 1     |
|       | Polónia            | 0               | 1                | 0                 | 1     |
| 8     | Espanha            | 0               | 0                | 1                 | 1     |
|       | Suíça              | 0               | 0                | 1                 | 1     |
|       | TOTAL              | 8               | 8                | 8                 | 24    |